# Symplecta trilaciniata
Symplecta trilaciniata är en tvåvingeart som beskrevs av Evgenyi Nikolayevich Savchenko 1982. Symplecta trilaciniata ingår i släktet Symplecta och familjen småharkrankar. Inga underarter finns listade i Catalogue of Life.